# Pierre Cauchon

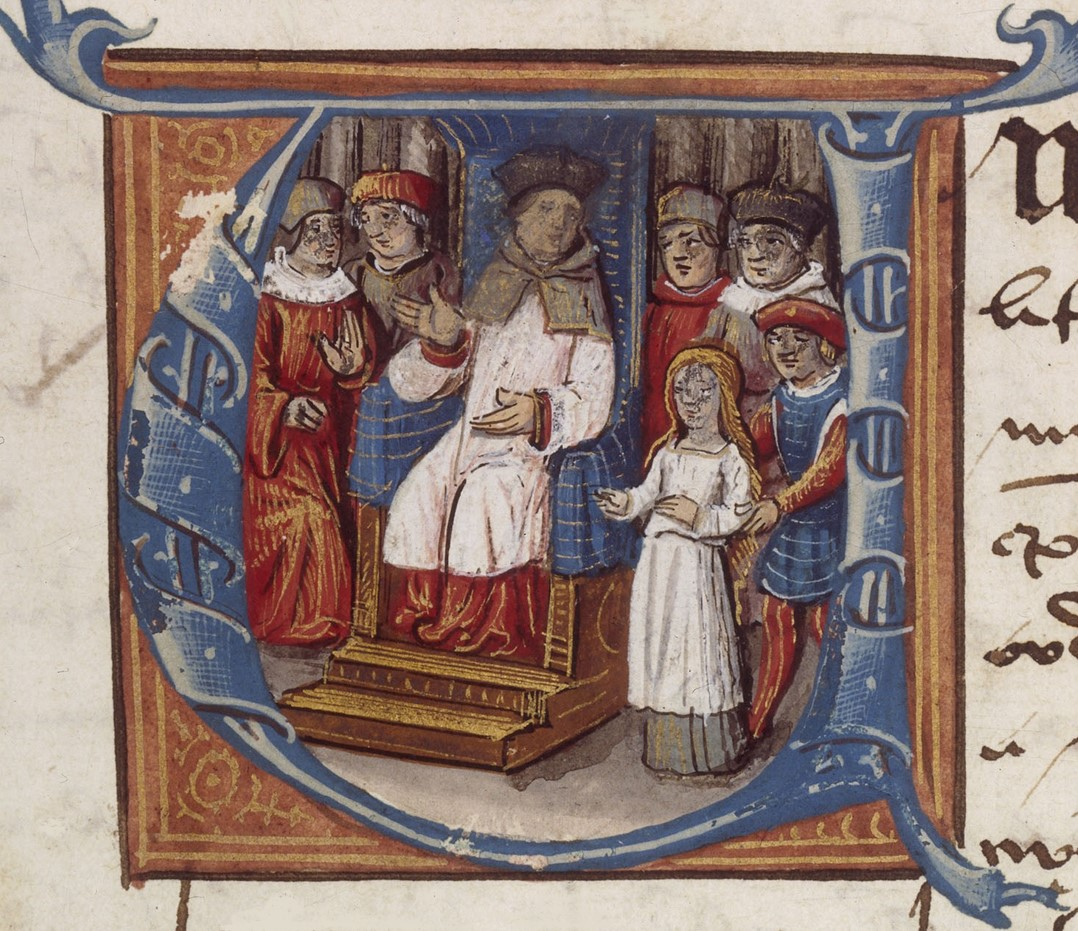
Bisschop Pierre Cauchon zit het proces van Jeanne d'Arc voor

Pierre Cauchon (Reims, 1371 – Rouen, 15 december 1442) was een rooms-katholieke bisschop van Beauvais. Cauchon was een voorvechter van de Engelse belangen in Frankrijk in de slotfase van de Honderdjarige Oorlog. Hij speelde een doorslaggevende rol bij de veroordeling van Jeanne d'Arc tot de brandstapel. Zijn beslissing om het politieke conflict tussen Engeland en Frankrijk in een kerkelijke rechtbank uit te vechten is in latere eeuwen scherp veroordeeld en Cauchons vonnis met betrekking tot Jeanne d'Arc werd op 7 juli 1456 herroepen met medewerking van paus Calixtus III.

## Levensloop
Cauchon was de zoon van bemiddelde ouders uit Reims. Als tiener trad hij toe tot de geestelijkheid en hij studeerde vervolgens aan de Universiteit van Parijs. Hij was een uitmuntende student in de vrije kunsten en volgde ook studies kerkrecht en theologie.
In 1404 was Cauchon vicaris van Égliselles, maar hij dong naar een post in de buurt van Reims. Rond deze tijd was Cauchon tevens vertegenwoordiger van de Universiteit van Parijs in een dispuut met de Universiteit van Toulouse. Hij werkte zich vervolgens op in de kerkelijke hiërarchie door de patronage van machtige edelen. Zo kwam Cauchon in dienst van de Bourgondische hertog Jan zonder Vrees en diens opvolger Filips de Goede.
In 1407 maakte Cauchon deel uit van een missie van de Franse kroon om het Westers Schisma tussen de pausen Bonifatius IX en Gregorius XII op te lossen. Hoewel het schisma niet beëindigd kon worden, vestigde de missie Cauchons reputatie als een groot onderhandelaar.
Toen Cauchon terugkeerde in Parijs was er grote onrust in de stad omdat hertog Lodewijk I van Orléans was vermoord in opdracht van Jan zonder Vrees. Velen verdachten de vermoorde hertog ervan een buitenechtelijke affaire te hebben met koningin Isabella en Cauchon schreef samen met andere clerici van de Parijse universiteit een betoog waarin het optreden van Jan zonder Vrees gerechtvaardigd werd als tirannenmoord omdat de hertog van Orléans de troon had willen usurperen.
In 1413 werd de Franse Staten-Generaal bijeengeroepen om geld in te zamelen voor de oorlog tegen de Engelsen. Cauchon werd benoemd als lid van een commissie die hervormingen hiertoe moest voorbereiden. Het volgende jaar werd Cauchon benoemd tot officiële ambassadeur van de Bourgondische hertog. Hij steunde de verkiezingen van paus Martinus V en kort daarna werd Cauchon aartsdiaken van Chartres, kanunnik van Reims, Beauvais en Châlons en huiskapelaan aan het Bourgondische hof. Cauchon speelde later een rol bij het sluiten van het Verdrag van Troyes als onderhandelaar en in 1420 werd hij benoemd tot bisschop van Beauvais.
De komende twee jaar stond Cauchon in dienst van koning Karel VI. Nadat Karel en koning Hendrik V van Engeland beide kort na elkaar overleden keerde Cauchon terug naar zijn bisdom. In 1429 brak hij een gepland bezoek aan Reims af toen Jeanne d'Arcs troepen de stad naderen en de dauphin zich liet kronen tot koning Karel VII van Frankrijk. Kort na de kroning betraden Franse troepen zijn bisdom en vertrok Cauchon naar Rouen, waar de zetel van de Engelse regering in Frankrijk zat.
De regent voor koning Hendrik VI van Engeland, hertog Jan van Bedford, was vastbesloten om de eis van zijn koning op de troon van Frankrijk bevestigd te krijgen en Cauchon vergezelde de jonge koning van Londen naar Rouen. Kort na zijn terugkeer in Rouen werd bekend dat Jeanne d'Arc in de buurt van Compiègne door de Bourgondiërs gevangen was genomen. Zij hielden haar vast in het kasteel van Beaulieu in de buurt van Saint-Quentin. Cauchon was instrumenteel in de onderhandelingen die Jeanne d'Arc van Bourgondische in Engelse gevangenschap brachten en hij werd hiervoor rijkelijk beloond. Vervolgens eiste Cauchon dat hij haar mocht berechten omdat Compiègne in het bisdom Beauvais lag.
Het doel van het proces was om Jeanne d'Arc in diskrediet te brengen, zodat de legitimiteit van Karel VII kon worden ondermijnd omdat deze dankzij haar gekroond was. Cauchon liet voor het proces vele belangrijke geestelijken overkomen, waarvan velen aan de pro-Engelse Universiteit van Parijs hadden gestudeerd. Een missie naar Jeannes geboorteplaats Domrémy om kwalijke geruchten aan het licht te brengen liep echter op niets uit.
Het proces werd geopend op 21 februari 1431. In de eerste week van het proces stelde de echtgenote van Bedford vast dat Jeanne maagd was, waardoor ze niet terecht kon staan voor hekserij. Het zwakste punt in Jeannes verdediging was het dragen van mannenkleding. Verder probeerde het hof om Jeannes religieuze opvattingen tegen haar te gebruiken.
Cauchon probeerde ook de opinie van de geestelijken te bespelen en toen Jeanne weigerde om over enkele zaken te getuigen liet hij haar rondleiden in een martelkamer. Kort daarna werd het proces stilgelegd omdat Jeanne voedselvergiftiging had opgelopen. Geïrriteerd door de trage vooruitgang van het proces liet Bedford Cauchon onder druk zetten. Vervolgens liet Cauchon een brandstapel oprichten in de abdij van Sint-Ouen om Jeanne ertoe te bewegen haar visioenen af te zweren. Dit deed ze, maar ze herriep haar bekentenis kort daarna. Op 30 mei 1431 werd Jeanne d'Arc verbrand op de brandstapel door de Engelsen.
Doordat Beauvais in Franse handen was gevallen, kon Cauchon niet terugkeren naar zijn bisschopszetel. Nadat hij tevergeefs en onder veel weerstand had gesolliciteerd voor een positie in Rouen, werd Cauchon benoemd tot bisschop van Lisieux. In december 1431 was Cauchon aanwezig bij de kroning van Hendrik VI in Parijs. In 1435 was Cauchon vertegenwoordiger van de Engelsen in de onderhandelingen die voorafgingen aan de voor Engeland onvoordelige Vrede van Atrecht. Hij reisde in het laatste deel van zijn leven veel op en neer tussen Lisieux en Rouen, alwaar hij in 1442 stierf aan een hartaanval. Hij werd begraven in de Sint-Pieterskathedraal van Lisieux.
- Bibsys: 99068607
- Bibliothèque nationale de France: cb121152566 (data)
- Gemeinsame Normdatei: 118934821
- International Standard Name Identifier: 0000 0000 6156 0010
- Library of Congress Control Number: n88625063
- Nationale Bibliotheek van Israël: 987007279567205171
- Nederlandse Thesaurus van Auteursnamen: 336365489
- Système universitaire de documentation: 029549922
- Virtual International Authority File: 27870650
- WorldCat: E39PBJtH4xXWQqWBrdhhDB9VYP